# 大島清 (筑波大学)
大島 清（おおしま きよし、1913年12月9日 - 1994年10月8日）は、日本の経済学者。筑波大学名誉教授。専攻はマルクス経済学における経済原論、金融論。東京教育大学教授、筑波大学副学長、立正大学・帝京大学教授を歴任。妻は作家の芝木好子。元住所（現在は退去済み）「東京都杉並区高円寺北497」。

## 人物
小樽高等商業学校を経て、東北帝国大学卒業。東北帝大では宇野弘蔵に師事し、卒業後は宇野経済学の立場から経済原論、金融論の研究で成果をあげた。
大島が入学した当時の東北帝国大学は旧制高等学校卒業生以外の枠外学生も入学を許可されており（傍系入学という）、傍系入学者の中に優秀な2人の大島清（もう一人は後の法政大学教授）がいて、しばしば間違われた。教授の間では出身地から「北海道大島」「新潟大島」と呼んでいたとのことである。
東京教育大学の筑波移転に際しては、所属する文学部が反対を表明していたのに対して、賛成派の代表として活動した（ただし、文部省のとった措置は教育大の廃学と筑波大の新設である。移転問題への学生側の反対運動は激しかった）。筑波大学開学時に副学長に就任。筑波大学定年退職後は立正大学を経て、1994年まで帝京大学教授。帝京大学では大学院経済学研究科の開設に尽力した。

## 略歴
- 1913年12月9日 北海道室蘭市に生まれる
- 1936年 3月、小樽高等商業学校卒業。4月、東北帝国大学法文学部経済学科入学
- 1940年 3月、東北帝国大学卒業。三菱経済研究所入社。その後、東亜研究所、日本統計研究所勤務
- 1949年 2月、東京高等師範学校教授。8月、東京教育大学助教授
- 1953年 3月、東京教育大学文学部教授
- 1956年 11月、『日本恐慌史論』により経済学博士
- 1967年 1月20日-7月16日、文学部長
- 1973年 10月、筑波大学副学長
- 1977年 3月、筑波大学退官。4月、立正大学経済学部教授
- 1980年 4月、帝京大学経済学部教授
- 1983年 4月、帝京大学大学院経済学研究科長
- 1994年 3月、帝京大学退職。10月8日、心不全のため逝去。墓所は青山霊園(1イ12-1)。

## 著作

### 単著
- 『日本恐慌史論（上）』（東京大学出版会、1952年）
- 『日本恐慌史論（下）』（東京大学出版会、1955年）
- 『資本論への道』（東京大学出版会、1968年）
- 『高橋是清』（中公新書、1969年）
- 『総説日本経済』（東京大学出版会、1978年）

### 共著
- 『日本における資本主義の発達（上・下・年表）』（東京大学出版会、1951-53年）
- 『昭和財政史（X・IX・XIII）』（東洋経済新報社、1955年-63年）
- 『日本資本主義の成立（I・II）』（東京大学出版会、1955-56年）
- 『日本資本主義の発展（I-III）』（東京大学出版会、1957-59年）
- 『日本資本主義の没落（I-VIII）』（東京大学出版会、1960-69年）
- 『経済学（上）』（角川書店、1956年）
- 『金融論』（東京大学出版会、1960年）
- 『戦後日本の経済過程』（東京大学出版会、1968年）
- 『人物・日本資本主義（I-IV）』東京大学出版会（1972年-1978年）

### 編著
- 『世界経済論─世界恐慌を中心として─』（勁草書房、1965年）
- 『経済学』（東京大学出版会、1966年）
- 『戦後世界の経済過程』（東京大学出版会、1968年）
- 『戦後世界の通貨体制』（東京大学出版会、1972年）
- 『現代世界経済』（東京大学出版会、1987年）